# Centre des nouvelles industries et technologies
El Centre des Nouvelles Industries et Technologies (en català Centre de les Noves Indústries i Tecnologies), més conegut pel seu acrònim CNIT, és el primer edifici construït a La Défense prop de París. Ocupa el terreny de les antigues fàbriques Zodiac.
El seu creador, Emmanuel Pouvreau, president del sindicat dels constructors de màquines-eines que somiava, d'ençà 1950, amb un gran centre d'exposicions per la indústria. A base de tenacitat, el seu somni es va realitzar a La Défense. Aquesta creació va ser sens dubte afavorida per la necessitat de grans superfícies per a diverses grans exposicions, ja que el Grand Palais havia esdevingut massa petit.
D'ençà la seva renovació el 1989, té per funció de ser un palau dels congressos. Tanmateix, conté igualment comerços com la Fnac, bars i restaurants, un hotel: L'Hilton, que ha estat la continuació del Sofitel.
L'obra es va allargar entre 1956 i 1958, seguint una tècnica de veles primes dobles de betó armat (amb abasts de 218 metres). Els arquitectes van ser Robert Camelot, Jean de Mailly, Bernard Zehrfuss, tots tres Prix de Rome acompanyats de Jean Prouvé per a les façanes-cortina. L'enginyer d'estructura, va ser Nicolas Esquillan.
El 1988, les estructures interiors van ser totalment buidades i van ser refetes per acollir-hi prop de 200000 m2 (en lloc dels 100000 m2 d'abans). Els arquitectes d'aquesta renovació, Michel Andrault i Pierre Parat (ANPAR), Torrieri i Lamy amb Zehrfuss com a arquitecte conseller, han estat dirigits per Christian Pellerin, president de la Sari, aleshores propietari del lloc.
El centre de congressos és administrat actualment per Unibail-Rodamco.